# Нойштрелиц
Нойштре́лиц (нем. Neustrelitz, н.-нем. Nieg Strelitz) — город в Германии, районный центр, расположен в земле Мекленбург-Передняя Померания.
Входит в состав района Мекленбургское Поозёрье. Население составляет 21 207 человек (на 31 декабря 2010 года). Занимает площадь 138,15 км². Официальный код — 13 55 050.
Город подразделяется на 13 городских районов.
Городом-побратимом Нойштрелица является Чайковский (Пермский край, Россия).

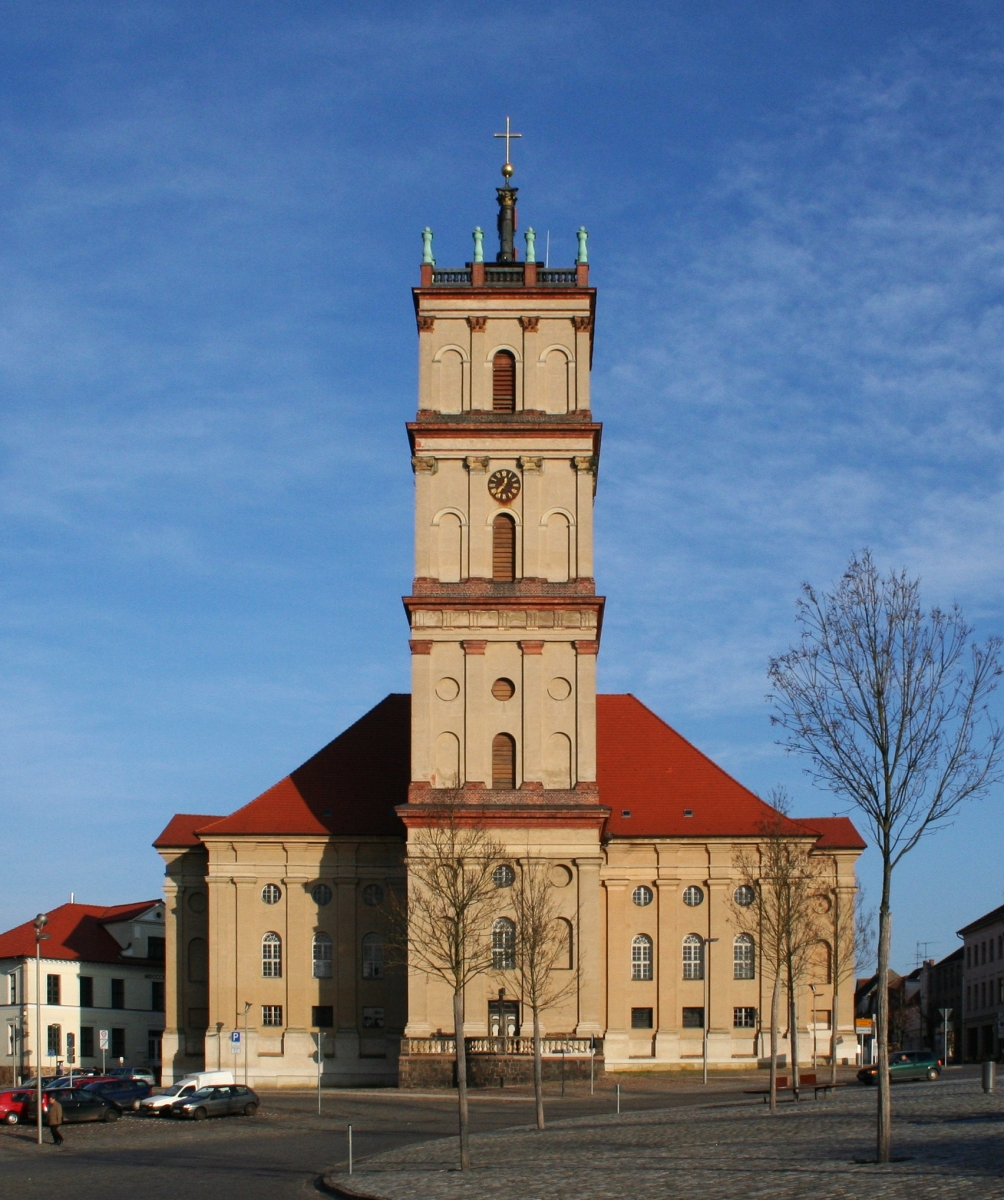
Рыночная площадь
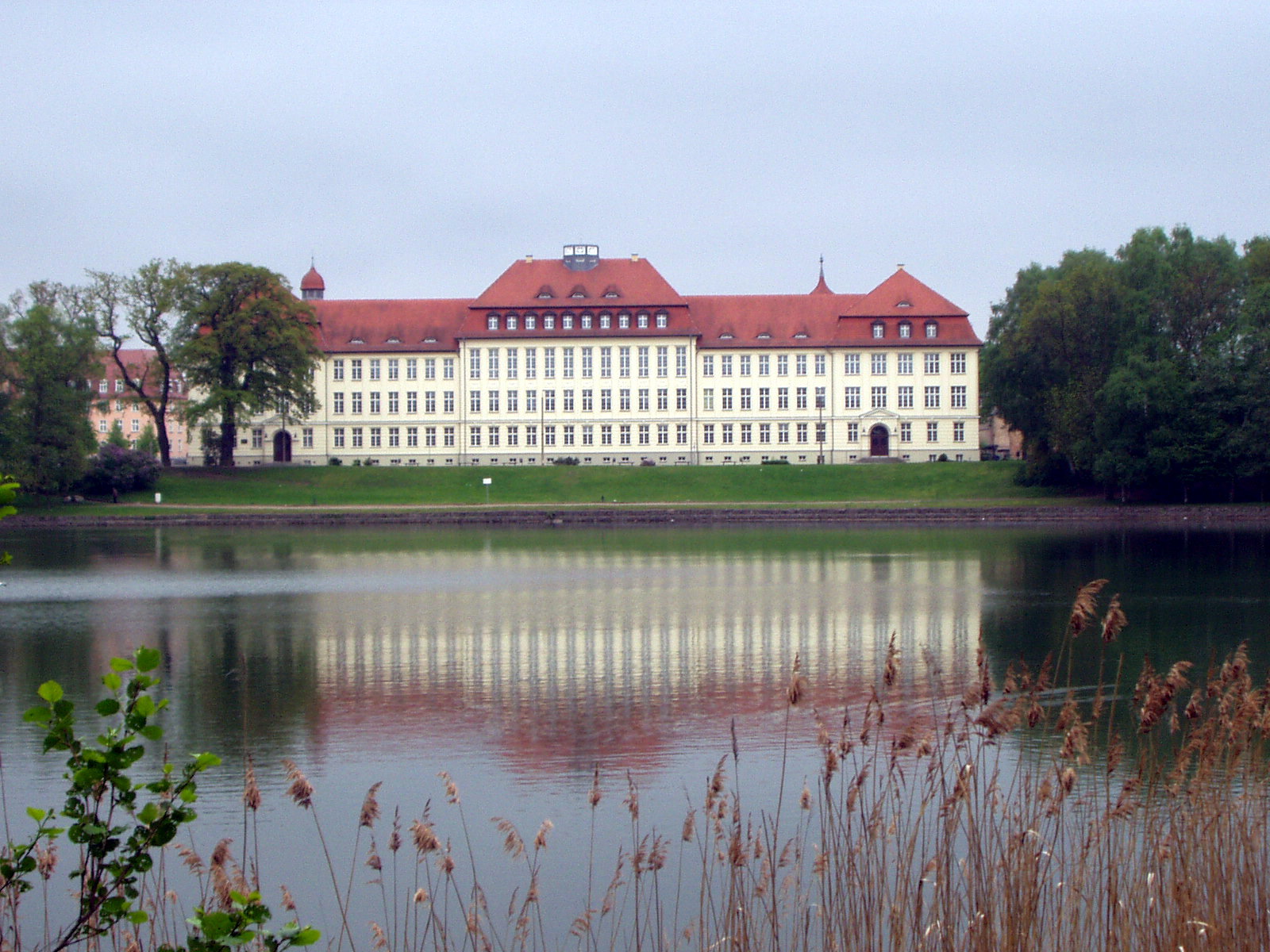
Нойштрелиц

## Известные уроженцы
- Виллат, Сезар (1816—1895) — немецкий лексикограф французского происхождения.
- Зандерс, Даниель — немецкий филолог и лексикограф.
- Ковальчук, Анна — российская актриса.
- Соловей, Елена — советская актриса.
- Шрёдер, Карл (1838—1887) — немецкий врач-гинеколог и акушер

## Города-побратимы
- Чайковский[1]